# Connie Carpenter-Phinney
Helen Constance "Connie" Carpenter-Phinney, född den 26 februari 1957 i Madison, Wisconsin, är en amerikansk tävlingscyklist som tog OS-guld i linjeloppet vid olympiska sommarspelen 1984 i Los Angeles. 
Carpenter-Phinney var även aktiv inom andra idrotter. 14 år gammal blev hon den yngsta kvinnliga amerikanska deltagaren någonsin i ett olympiskt vinterspel då hon tävlade i skridskolöpning i de Olympiska vinterspelen 1972 i Sapporo, Japan, och slutade på sjunde plats på distansen 1500 meter. Då Carpenter-Phinney studerade vid University of California tävlade hon för skolans lag i rodd.
Connie Carpenter-Phinney är gift med den före detta tävlingscyklisten Davis Phinney. Hennes son Taylor Phinney är även han proffscyklist.

## Meriter
- Olympiska sommarspelens linjelopp 1984
- Nationsmästerskapens linjelopp – 1976, 1977, 1979, 1981
- Nationsmästerskapens tempolopp – 1981
- Världsmästerskapen i bancykling, Individuell förföljelse – 1983
- 2:a,  Världsmästerskapens linjelopp – 1977
- 2:a,  Världsmästerskapen i bancykling, Individuell förföljelse – 1982
- 3:a,  Världsmästerskapens linjelopp – 1981